# Formule 2 v roce 2010

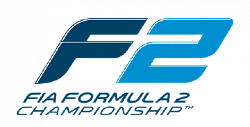
logo F2

Formule 2 v roce 2010 byla druhou sezónou závodní série Formule 2. Začala v britském Silverstonu dne 18. dubna a skončila ve Valencii ve Španělsku dne 19. září. V sezóně zvítězil britský závodník Dean Stoneman před krajanem Jolyonem Palmerem.

## Jezdecké složení
| No. | Jezdec               | Závody   |
| --- | -------------------- | -------- |
| 2   | Will Bratt           | Vše      |
| 3   | Jolyon Palmer        | Vše      |
| 4   | Benjamin Bailly      | Vše      |
| 5   | Ricardo Teixeira     | Vše      |
| 6   | Armaan Ebrahim       | Vše      |
| 7   | Ivan Samarin         | Vše      |
| 8   | Plamen Kralev        | Vše      |
| 9   | Mihai Marinescu      | Vše      |
| 10  | Benjamin Lariche     | Vše      |
| 11  | Jack Clarke          | Vše      |
| 12  | Kelvin Snoeks        | 1–5, 7–9 |
| 14  | Sergej Afanasyev     | Vše      |
| 16  | Ramón Piñeiro        | 9        |
| 17  | Johan Jokinen        | 1–3      |
| 19  | Nicola de Marco      | Vše      |
| 21  | Kazim Vasiliauskas   | Vše      |
| 22  | Johannes Theobald    | 8–9      |
| 24  | Tom Gladdis          | 1, 6–7   |
| 26  | Parthiva Sureshwaren | 1–6      |
| 27  | Paul Rees            | 1–4      |
| 28  | Ajith Kumar          | 1–3      |
| 28  | Julian Theobald      | 6–8      |
| 33  | Philipp Eng          | Vše      |
| 48  | Dean Stoneman        | Vše      |
| 77  | Natalia Kowalska     | 1–7, 9   |

## Kalendář
| Závod | Závod | Lokace                      | Okruh                              | Datum        |
| ----- | ----- | --------------------------- | ---------------------------------- | ------------ |
| 1     | Z1    | Silverstone, Velká Británie | Silverstone                        | 18. dubna    |
| 1     | Z2    | Silverstone, Velká Británie | Silverstone                        | 18. dubna    |
| 2     | Z1    | Marrákeš, Maroko            | Marrakech Street Circuit           | 1. května    |
| 2     | Z2    | Marrákeš, Maroko            | Marrakech Street Circuit           | 2. května    |
| 3     | Z1    | Monza, Itálie               | Autodromo Nazionale Monza          | 22. května   |
| 3     | Z2    | Monza, Itálie               | Autodromo Nazionale Monza          | 23. května   |
| 4     | Z1    | Heusden-Zolder, Belgie      | Zolder                             | 19. června   |
| 4     | Z2    | Heusden-Zolder, Belgie      | Zolder                             | 20. června   |
| 5     | Z1    | Portimão, Portugalsko       | Autódromo Internacional do Algarve | 3. července  |
| 5     | Z2    | Portimão, Portugalsko       | Autódromo Internacional do Algarve | 4. července  |
| 6     | Z1    | Kent, Velká Británie        | Brands Hatch                       | 17. července |
| 6     | Z2    | Kent, Velká Británie        | Brands Hatch                       | 18. července |
| 7     | Z1    | Brno, Česko                 | Masarykův okruh                    | 31. července |
| 7     | Z2    | Brno, Česko                 | Masarykův okruh                    | 1. srpna     |
| 8     | Z1    | Oschersleben, Německo       | Motorsport Arena Oschersleben      | 4. září      |
| 8     | Z2    | Oschersleben, Německo       | Motorsport Arena Oschersleben      | 5. září      |
| 9     | Z1    | Valencie, Španělsko         | Circuit Ricardo Tormo              | 18. září     |
| 9     | Z2    | Valencie, Španělsko         | Circuit Ricardo Tormo              | 19. září     |

## Výsledky a pořadí
| Závod | Závod | Okruh                              | Pole position      | Nejrychlejší kolo  | Vítěz závodu       | Výsledky |
| ----- | ----- | ---------------------------------- | ------------------ | ------------------ | ------------------ | -------- |
| 1     | Z1    | Silverstone                        | Jolyon Palmer      | Jolyon Palmer      | Jolyon Palmer      | Výsledky |
| 1     | Z2    | Silverstone                        | Philipp Eng        | Philipp Eng        | Philipp Eng        | Výsledky |
| 2     | Z1    | Marrakech Street Circuit           | Dean Stoneman      | Dean Stoneman      | Dean Stoneman      | Výsledky |
| 2     | Z2    | Marrakech Street Circuit           | Philipp Eng        | Dean Stoneman      | Philipp Eng        | Výsledky |
| 3     | Z1    | Autodromo Nazionale Monza          | Jolyon Palmer      | Johan Jokinen      | Jolyon Palmer      | Výsledky |
| 3     | Z2    | Autodromo Nazionale Monza          | Jolyon Palmer      | Mihai Marinescu    | Jolyon Palmer      | Výsledky |
| 4     | Z1    | Zolder                             | Dean Stoneman      | Dean Stoneman      | Dean Stoneman      | Výsledky |
| 4     | Z2    | Zolder                             | Benjamin Bailly    | Sergej Afanasyev   | Benjamin Bailly    | Výsledky |
| 5     | Z1    | Autódromo Internacional do Algarve | Jolyon Palmer      | Jolyon Palmer      | Jolyon Palmer      | Výsledky |
| 5     | Z2    | Autódromo Internacional do Algarve | Jolyon Palmer      | Dean Stoneman      | Dean Stoneman      | Výsledky |
| 6     | Z1    | Brands Hatch                       | Dean Stoneman      | Dean Stoneman      | Dean Stoneman      | Výsledky |
| 6     | Z2    | Brands Hatch                       | Kazim Vasiliauskas | Dean Stoneman      | Philipp Eng        | Výsledky |
| 7     | Z1    | Masarykův okruh                    | Dean Stoneman      | Nicola de Marco    | Nicola de Marco    | Výsledky |
| 7     | Z2    | Masarykův okruh                    | Dean Stoneman      | Jolyon Palmer      | Jolyon Palmer      | Výsledky |
| 8     | Z1    | Motorsport Arena Oschersleben      | Sergej Afanasyev   | Nicola de Marco    | Dean Stoneman      | Výsledky |
| 8     | Z2    | Motorsport Arena Oschersleben      | Dean Stoneman      | Kazim Vasiliauskas | Dean Stoneman      | Výsledky |
| 9     | Z1    | Valencia Street Circuit            | Nicola de Marco    | Will Bratt         | Nicola de Marco    | Výsledky |
| 9     | Z2    | Valencia Street Circuit            | Kazim Vasiliauskas | Kazim Vasiliauskas | Kazim Vasiliauskas | Výsledky |

### Pořadí jezdců
| Poř. | Jezdec               | SIL | SIL | MAR | MAR | MNZ | MNZ | ZOL | ZOL | ALG | ALG | BRH | BRH | BRN | BRN | OSC | OSC | VAL | VAL | Body |
| ---- | -------------------- | --- | --- | --- | --- | --- | --- | --- | --- | --- | --- | --- | --- | --- | --- | --- | --- | --- | --- | ---- |
| 1    | Dean Stoneman        | 2   | Ret | 1   | 2   | 2   | 4   | 1   | 3   | 11  | 1   | 1   | 12  | 2   | 2   | 1   | 1   | 9   | 3   | 284  |
| 2    | Jolyon Palmer        | 1   | 2   | Ret | 5   | 1   | 1   | 2   | 2   | 1   | 2   | 8   | Ret | 5   | 1   | 3   | 12  | 7   | 13  | 242  |
| 3    | Sergej Afanasyev     | 3   | 6   | 8   | 7   | Ret | 2   | 4   | 15† | 9   | 12  | 6   | 5   | 3   | 4   | 4   | 3   | 5   | 5   | 157  |
| 4    | Kazim Vasiliauskas   | 5   | 7   | 10  | 4   | 3   | Ret | 3   | 7   | 4   | Ret | 11  | Ret | 11  | 3   | 2   | 2   | Ret | 1   | 153  |
| 5    | Will Bratt           | 6   | 5   | Ret | 3   | 4   | 3   | 14  | 5   | Ret | 5   | 4   | 3   | 8   | 10  | 6   | 7   | 2   | 15  | 144  |
| 6    | Philipp Eng          | 4   | 1   | 2   | 1   | 11  | Ret | 15  | 12  | 15  | 6   | 10  | 1   | 6   | 18  | 7   | 9   | 4   | 11  | 142  |
| 7    | Benjamin Bailly      | 11  | 11  | Ret | Ret | 6   | 6   | 6   | 1   | 2   | 3   | 13  | 11  | 4   | 5   | 5   | 5   | 8   | 9   | 130  |
| 8    | Nicola de Marco      | 9   | 10  | Ret | Ret | Ret | Ret | 10  | Ret | 5   | 7   | 7   | 4   | 1   | 6   | 9   | 15  | 1   | Ret | 98   |
| 9    | Jack Clarke          | Ret | 4   | Ret | Ret | Ret | 12  | Ret | 4   | 3   | Ret | 2   | 8   | Ret | 9   | 12  | DNS | 16  | 2   | 81   |
| 10   | Armaan Ebrahim       | 8   | 9   | 6   | 6   | Ret | 5   | 5   | Ret | 7   | Ret | 9   | 7   | Ret | 13  | 11  | 10  | 3   | 7   | 78   |
| 11   | Mihai Marinescu      | 7   | 8   | Ret | 14  | 5   | 16  | 8   | 6   | 12  | 4   | 12  | 6   | 16  | 11  | 13  | 6   | 13  | 6   | 68   |
| 12   | Ivan Samarin         | DSQ | 15  | 4   | Ret | 12  | 8   | 7   | 8   | 13  | 8   | 3   | 9   | 14  | 16  | Ret | 8   | 10  | 4   | 64   |
| 13   | Kelvin Snoeks        | 12  | Ret | 3   | 9   | 13  | DSQ | 11  | 10  | Ret | Ret |     |     | 7   | 8   | 8   | 4   | 12  | 8   | 48   |
| 14   | Benjamin Lariche     | 10  | 19† | 9   | 10  | 8   | 9   | Ret | 9   | 8   | 10  | 14  | 10  | 10  | 7   | Ret | 11  | 6   | 14  | 33   |
| 15   | Tom Gladdis          | Ret | Ret |     |     |     |     |     |     |     |     | 5   | 2   | 12  | 12  |     |     |     |     | 28   |
| 16   | Ricardo Teixeira     | 17† | 14  | 5   | Ret | 16† | 13  | 9   | Ret | 6   | Ret | 16  | 16  | 9   | Ret | 10  | 16  | 14  | Ret | 23   |
| 17   | Johan Jokinen        | Ret | 3   | Ret | Ret | 7   | Ret |     |     |     |     |     |     |     |     |     |     |     |     | 21   |
| 18   | Paul Rees            | 13  | 13  | 7   | 8   | 9   | 7   | 13  | 13  |     |     |     |     |     |     |     |     |     |     | 18   |
| 19   | Natalia Kowalska     | 14  | 12  | Ret | 11  | Ret | 14  | Ret | 11  | 10  | 9   | 15  | 13  | Ret | 14  |     |     | Ret | 16  | 3    |
| 20   | Plamen Kralev        | 15  | 17  | 12  | 12  | 10  | 11  | Ret | 14  | Ret | Ret | Ret | 15  | 15  | 17  | 15  | 14  | 17  | 17  | 1    |
| 21   | Parthiva Sureshwaren | 16  | 16  | 11  | Ret | 15  | 10  | 12  | Ret | 14  | 11  | 18  | 14  |     |     |     |     |     |     | 1    |
| 22   | Ramón Piñeiro        |     |     |     |     |     |     |     |     |     |     |     |     |     |     |     |     | 15  | 10  | 1    |
| 23   | Johannes Theobald    |     |     |     |     |     |     |     |     |     |     |     |     |     |     | 16  | 13  | 11  | 12  | 0    |
| 24   | Ajith Kumar          | 18  | 18  | 13  | 13  | 14  | 15  |     |     |     |     |     |     |     |     |     |     |     |     | 0    |
| 25   | Julian Theobald      |     |     |     |     |     |     |     |     |     |     | 17  | 17  | 13  | 15  | 14  | Ret |     |     | 0    |
| Poř. | Jezdec               | SIL | SIL | MAR | MAR | MNZ | MNZ | ZOL | ZOL | ALG | ALG | BRH | BRH | BRN | BRN | OSC | OSC | VAL | VAL | Body |

| Legenda k tabulce | Legenda k tabulce                                                                       |
| Barva             | Výsledek                                                                                |
| ----------------- | --------------------------------------------------------------------------------------- |
| Zlatá             | Vítěz                                                                                   |
| Stříbrná          | 2. místo                                                                                |
| Bronzová          | 3. místo                                                                                |
| Zelená            | Bodované umístění                                                                       |
| Modrá             | Nebodované umístění                                                                     |
| Modrá             | Dokončil neklasifikován (NC)                                                            |
| Fialová           | Odstoupil (Ret)                                                                         |
| Červená           | Nekvalifikoval se (DNQ)                                                                 |
| Červená           | Nepředkvalifikoval se (DNPQ)                                                            |
| Černá             | Diskvalifikován (DSQ)                                                                   |
| Bílá              | Nestartoval (DNS)                                                                       |
| Bílá              | Závod zrušen (C)                                                                        |
| Světle modrá      | Pouze trénoval (PO)                                                                     |
| Světle modrá      | Páteční testovací jezdec (TD)                                                           |
| Bez barvy         | Netrénoval (DNP)                                                                        |
| Bez barvy         | Vyřazen (EX)                                                                            |
| Bez barvy         | Nepřijel (DNA)                                                                          |
| Bez barvy         | Odvolal účast (WD)                                                                      |
| Bez barvy         | Nezúčastnil se (prázdné)                                                                |
| Označení          | Význam                                                                                  |
| Tučnost           | Pole position                                                                           |
| Kurzíva           | Nejrychlejší kolo                                                                       |
| †                 | Jezdec nedojel do cíle, ale byl klasifikován, protože odjel více než 90 % délky závodu. |
| ‡                 | Byl udělován poloviční počet bodů, protože bylo odjeto méně než 75 % délky závodu.      |
| Horní index       | Umístění bodujících jezdců ve sprintu                                                   |